# Marconi Araújo

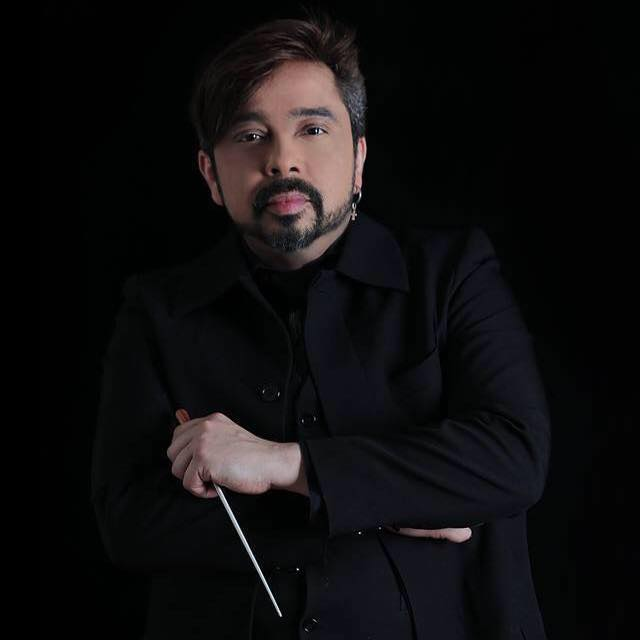
Maestro Marconi Araújo

Marconi Araújo Gonçalves do Nascimento (Olinda, 2 de abril de 1970), é um diretor musical, maestro, escritor, contratenor, vocal-coach e compositor brasileiro. Criador da técnica vocal Belting Contemporâneo.

## Biografia e Carreira
Nascido em Olinda, começou a cantar em igrejas aos nove anos como sopranino. Graduou-se em Regência e Composição pela Universidade de Brasília em 1996 e concluiu o mestrado em Vocal Performance na Universidade de Wyoming, nos Estados Unidos.
Em 1992 fundou a Associação Coro Feminino  e Masculino de Brasília,[carece de fontes?] que ganhou vários prêmios internacionais sob sua batuta,[carece de fontes?] e em 1997, fundou a Companhia de Musicais de Brasília, com a qual realizou diversas montagens.[carece de fontes?]
No ano 2000, junto de seus coralistas, apresentou a obra Missa de sua autoria para o Papa João Paulo II, no Vaticano, a convite da Associazione Internacionale Amici Della Musica Sacra.[carece de fontes?] Em 2001, Marconi assina a direção musical brasileira de Les Misérables.
Além da Missa, suas composições consistem em peças para piano, piano-voz, quartetos, grupos vocais, orquestras, trabalhos completos para coro e orquestra, e o musical Frankenstain.[carece de fontes?]
No ano 2014, inaugurou em São Paulo o Studio Marconi Araújo e a Bel Canto produções artísticas. Atualmente rege o grupo Crossover Ensemble Studio Marconi Araújo[carece de fontes?]

## Teatro Musical
Como pesquisador na área de Musical Theater, Marconi Araújo tem uma longa experiência no ensino deste estilo vocal, entre aulas nos Estados Unidos[carece de fontes?] e palestras, oficinas e master classes no Brasil e outros países nas Américas.
No teatro musical no Brasil, Marconi participou da direção musical e/ou vocal de produções da Broadway, incluindo espetáculos como: 
- Jesus Christ Superstar (1999);
- Lés Miserables (2001)[4];
- Meu Amigo Charlie Brown (2010)[5];
- Cabaret (2011)[6];
- New York, New York (2012)[7];
- Crazy For You (2013)[8];
- Chaplin (2015 e 2018[9])

e produções brasileiras como: 
- Garota Glamour  (2007)
- As Travessuras do Barbeiro (2007)
- De Pernas pro Ar (2010)
- Zuzubalândia (2013)
- RAIA 30 (2015) [10]

Na televisão dirigiu vocalmente o especial de Natal “Xuxa e as noviças” (2008) da TV Globo e no Cinema, foi responsável pela direção vocal de High School Musical: O Desafio (2010), um filme musical inspirado na trilogia americana.

## Belting Contemporâneo
Criador do método "Belting Contemporâneo"[carece de fontes?], no ano de 2013 Marconi Araújo lançou o livro Belting Contemporâneo – Aspectos Técnico-vocais para Teatro Musical e Música Pop.

## Prêmios
Marconi Araújo foi indicado e contemplado por vários prêmios, como maestro e contratenor. Dentre eles, estão o Primeiro lugar e Prêmio Revelação no VI Concurso Internacional de Canto Bidu Sayão International_Vocal_Competition (2005); Primeiro lugar na categoria “Coro Juvenil” do Concurso de Coros do Rio de Janeiro, com o Coro Juvenil de Brasília (1999); Primeiro lugar na categoria Coro Misto - Música Popular com o Coral da Universidade de Brasília na cidade de Cotonigrós, Espanha (1997), além de prêmios na Itália, na Segunda Competição Internacional de Corais de Riva del Garda, em 1997 - Primeiros lugares na categoria Jazz/Gospel para ambos, coro masculino e coro feminino de Brasília; e Segundo lugar na categoria Música Religiosa para o coro feminino de Brasília
O maestro também foi premiado por seu trabalho em espetáculos de Teatro Musical. No ano de 2012, recebeu o prêmio CENYM  de Melhor Musical, Melhor Trilha Sonora Original ou Adaptada e Melhor Canção Original ou Adaptada por seu trabalho em "Cabaret". Araújo também foi indicado para o prêmio Bibi Ferreira, o primeiro prêmio exclusivo de Teatro Musical no Brasil, começando suas indicações logo na primeira edição (2012/2013), pelo musical "New York, New York", juntamente com Fábio Gomes na categoria "Melhor Direção Musical" e, no ano seguinte foi indicado para o prêmio Bibi Ferreira por "Crazy for You", novamente na categoria "Melhor Direção Musical".